# Chronologie de l'architecture
 (novembre 2021).
Si vous disposez d'ouvrages ou d'articles de référence ou si vous connaissez des sites web de qualité traitant du thème abordé ici, merci de compléter l'article en donnant les références utiles à sa vérifiabilité et en les liant à la section « Notes et références ».
 (janvier 2024).
Ceci est une chronologie de l'architecture, présentant les évènements les plus importants s'étant produits dans le monde de l'architecture.

## Années 2020
- 2025 –
- 2024 –
- 2023 –
- 2022 –
- 2021 –
- 2020 – x

## Années 2010
- 2019 – Ouverture à New York du Vessel et du centre culturel The Shed, dans le quartier réaménagé d'Hudson Yards
- 2018 – Ouverture du musée du design V&A Dundee en Écosse.
- 2017 – Inauguration aux Émirats arabes unis du Louvre Abou Dabi de Jean Nouvel.
- 2016 – x
- 2015 – Inauguration de la Philharmonie de Paris.
- 2014 – Ouverture dans le bois de Boulogne à Paris de la Fondation Louis Vuitton, par Frank Gehry.
- 2013 – Projet de la ville d'Abu Dhabi et le début des travaux de l'exposition universelle (qui aura lieu en 2021) à Dubai.
- 2012 – 
  - Le One World Trade Center dépasse la hauteur de l'Empire State Building et devient le gratte-ciel le plus haut de New York.
  - Ouverture à Rome du MAXXI, musée d'arts du XXIe siècle, construit par Zaha Hadid.
  - Inauguration à Londres du Shard, plus haut gratte-ciel de l'Union Européenne (310 m).
- 2011 – x
- 2010 – Inauguration du Burj Khalifa, plus haut gratte-ciel du monde, situé à Dubaï.

## Années 2000

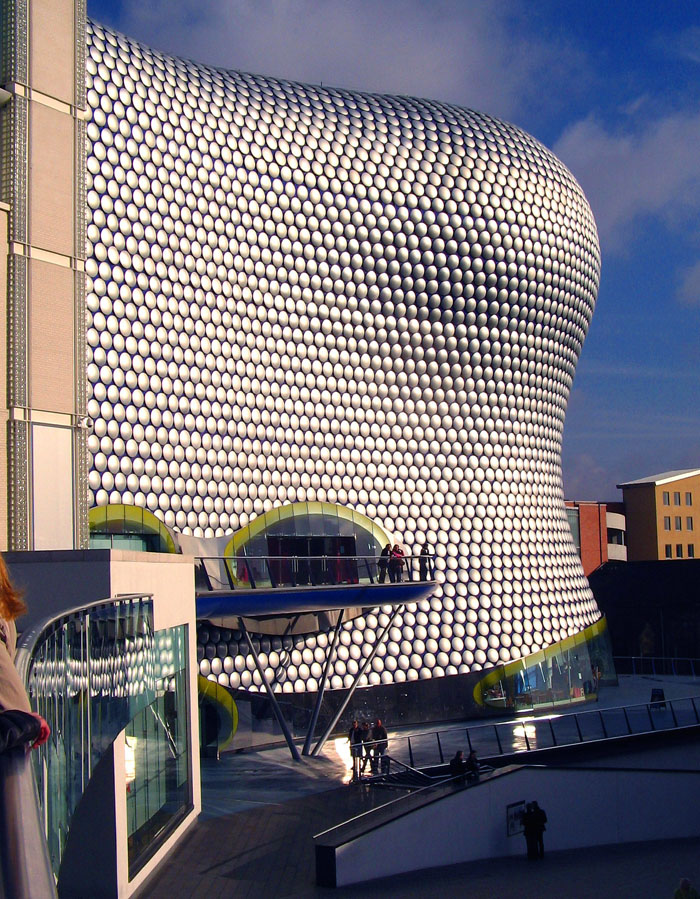
Selfridges Building

- 2009 – Inauguration le 17 janvier de la Salle symphonique de Copenhague, œuvre de Jean Nouvel.
- 2008 – 
  - Inauguration du Nouvel Opéra d'Oslo du cabinet international d'architecture Snøhetta [1].
  - Ouverture du Nid d'Oiseau, surnom du nouveau Stade Olympique de Pékin.
- 2007 – Inauguration de l'extension du Nelson-Atkins Museum of Art à Kensas City dessinée par Steven Holl.
- 2006 – Inauguration du 7 World Trade Center à New York.
- 2005 – 
  - Inauguration de la Casa da Música de Rem Koolhaas à Porto.
  - Le Turning Torso de Malmö, premier gratte ciel torsadé, par Santiago Calatrava.
- 2004 – 
  - Construction du plus haut des gratte-ciel du monde, la tour Taipei 101 à Taiwan.
  - Ouverture du Viaduc de Millau.
- 2003 – Construction du Selfridges Building à Birmingham par Future Systems.
- 2002 – 
  - Inauguration du Imperial War Museum North de Daniel Libeskind.
  - Ouverture à Rome de l'Auditorium Parco della Musica de Renzo Piano.
- 2001 – Destruction du World Trade Center à New York.
- 2000 - Ouverture du London Eye et du Dôme du Millénaire à Londres.

## Années 1990

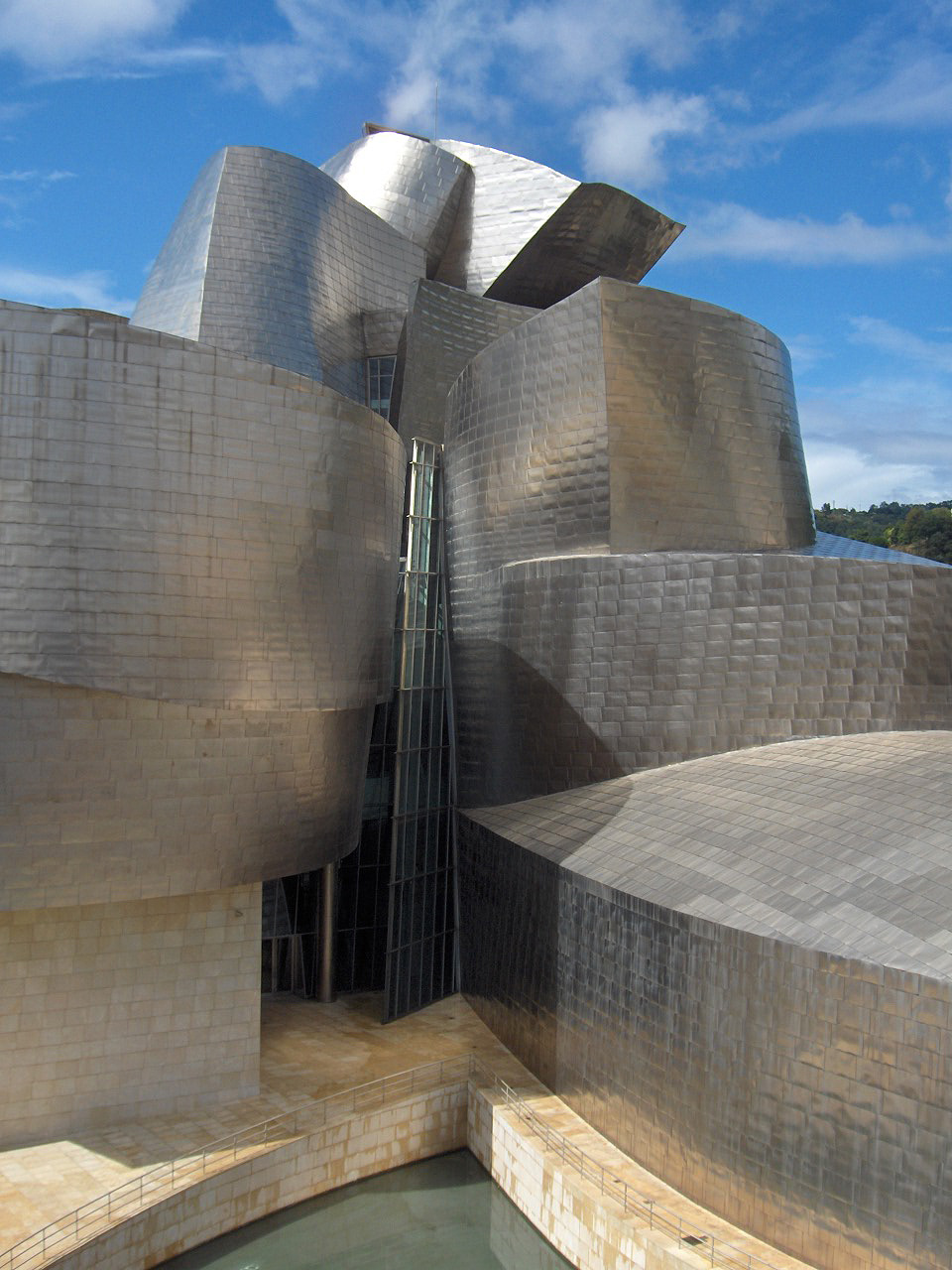
Mus. Guggenheim

- 1999 – Rénovation du palais du Reichstag à Berlin par Norman Foster.
- 1998 – 
  - Ouverture de l'aéroport international de Hong Kong de Norman Foster.
  - Achèvement à Kuala Lumpur des tours Petronas (452 m), les + hautes tours jumelles du monde.
  - Inauguration de la Cité des arts et des sciences de Valence et de la Gare d'Oriente à Lisbonne par Santiago Calatrava.
- 1997 – Musée Guggenheim à Bilbao par Frank Gehry.
- 1996 – 
  - Ouverture de la bibliothèque François-Mitterrand de Dominique Perrault à Paris.
  - La Maison Dansante à Prague par Frank Gehry.
- 1995 – Ouverture de la Cité de la musique de Christian de Portzamparc à Paris.
- 1994 – Terminal de l'aéroport international du Kansai à Ōsaka de Renzo Piano.
- 1993 – x
- 1992 – x
- 1991 – x
- 1990 – x

## Années 1980

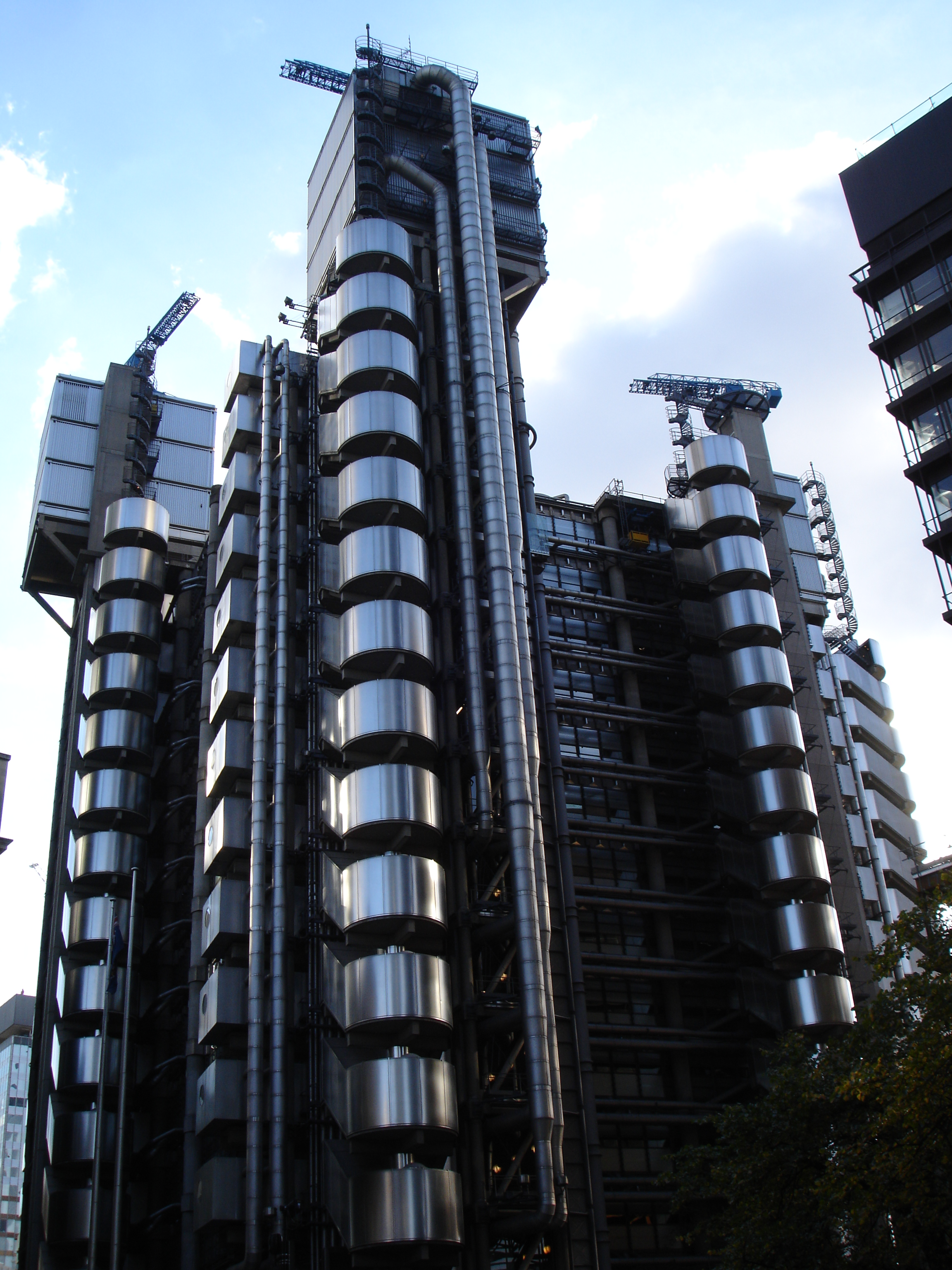
Lloyd's Buiding

- 1989 – Inauguration à Paris de la pyramide du Louvre de Ieoh Ming Pei et de la Grande Arche de La Défense.
- 1988 – Exposition au MoMA appelée Deconstructivist architecture.
- 1987 – x
- 1986 – Lloyd's building de Richard Rogers à Londres.
- 1985 – Immeuble Hundertwasserhaus construit à Vienne par Friedensreich Hundertwasser.
- 1984 – x
- 1983 – x
- 1982 – x
- 1981 – x
- 1980 – x

## Années 1970

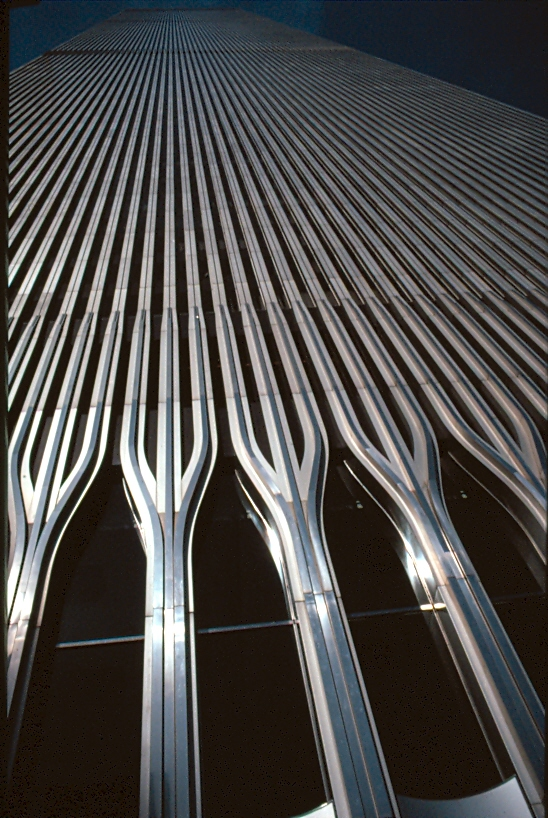
World Trade Center

- 1979 – Portzamparc construit l'ensemble des Hautes-Formes à Paris 13e.
- 1978 – x
- 1977 – Inauguration du centre Pompidou de Piano et Rogers à Paris.
- 1976 – Achèvement de la tour CN de Toronto, la plus haute du monde.
- 1975 – x
- 1974 – x
- 1973 – 
  - Ouverture du World Trade Center de New York.
  - La Sears Tower de Chicago devient la plus haute tour du monde.
  - Inauguration de l'opéra de Sydney.
- 1972 – 
  - Ouverture du parc Olympique de Munich.
  - La "mémé" de Lucien Kroll.
- 1971 – x
- 1970 – Consécration de la cathédrale de Brasilia d'Oscar Niemeyer.

## Années 1960

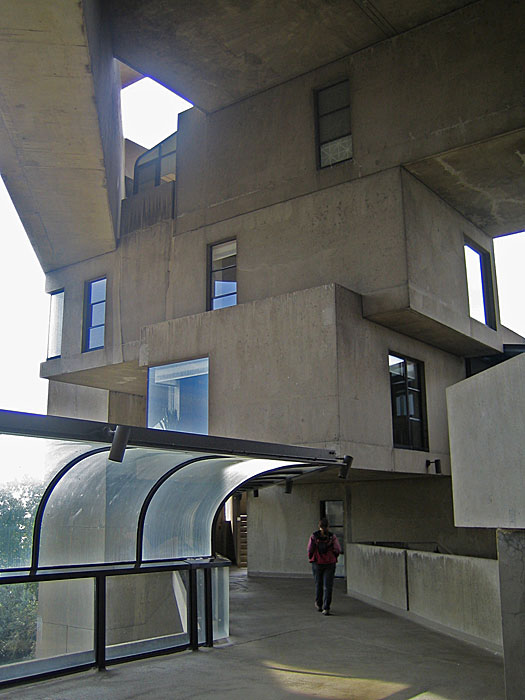
Habitat 67

- 1969 – Mort de Ludwig Mies van der Rohe et de Walter Gropius.
- 1968 – Ludwig Mies van der Rohe construit la Neue Nationalgalerie à Berlin.
- 1967 – Habitat 67 à Montréal par Moshe Safdie.
- 1966 – Publication de Complexity and Contradiction in Architecture de Venturi et de L'Architettura della città de Rossi.
- 1965 – Mort de Le Corbusier.
- 1964 – Kenzo Tange construit deux stades olympiques pour les jeux de Tōkyō.
- 1963 – Ouverture de la Philharmonie de Berlin construite par Hans Scharoun.
- 1962 – Le Terminal TWA de l'aéroport JFK à New York dessiné par Eero Saarinen ouvre, ainsi que le Lincoln Center.
- 1961 – Création d'Archigram.
- 1960 – Inauguration de la ville nouvelle de Brasília.

## Années 1950

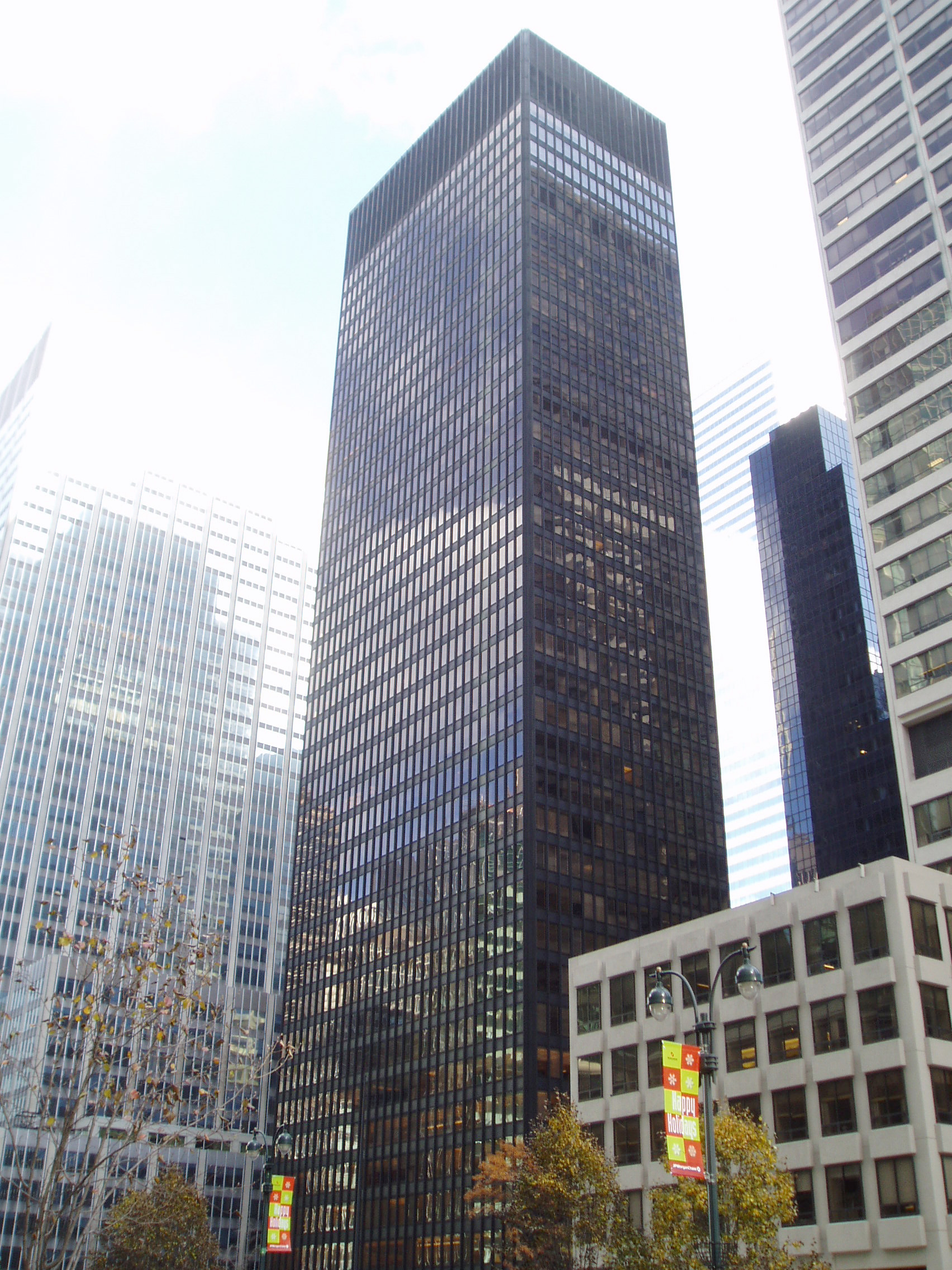
Seagram Building

- 1959 – Frank Lloyd Wright achève le musée Guggenheim à New York. Il meurt la même année.
- 1958 – 
  - Inauguration de l'Atomium de Bruxelles.
  - Achèvement de l'église Notre Dame de Royan.
- 1957 – x
- 1956 – x
- 1955 – Le Corbusier construit la chapelle Notre-Dame-du-Haut à Ronchamp.
- 1954 – Construction du Seagram Building à New York par Mies van der Rohe.
- 1953 – x
- 1952 – Achèvement du Siège des Nations unies à New York.
- 1951 – 
  - Début de la construction de la ville nouvelle de Chandigarh en Inde par Le Corbusier.
  - Mies van der Rohe construit la Farnsworth House et les Lake Shore Drive Apartments à Chicago.
- 1950 – Inauguration de l'Hôtel de ville d'Oslo, de style expressionniste.

## Années 1940
- 1949 – x
- 1948 – x
- 1947 – x
- 1946 – Le Corbusier construit la Cité radieuse à Marseille.
- 1945 – 
  - Début de la reconstruction du Havre par Auguste Perret, qui durera jusqu'en 1964.
  - Mort de Robert Mallet-Stevens.
- 1944 – x
- 1943 – Inauguration à Washington du Pentagone, plus grand bâtiment administratif au monde, et du Jefferson Memorial.
- 1942 – x
- 1941 – x
- 1940 – x

## Années 1930

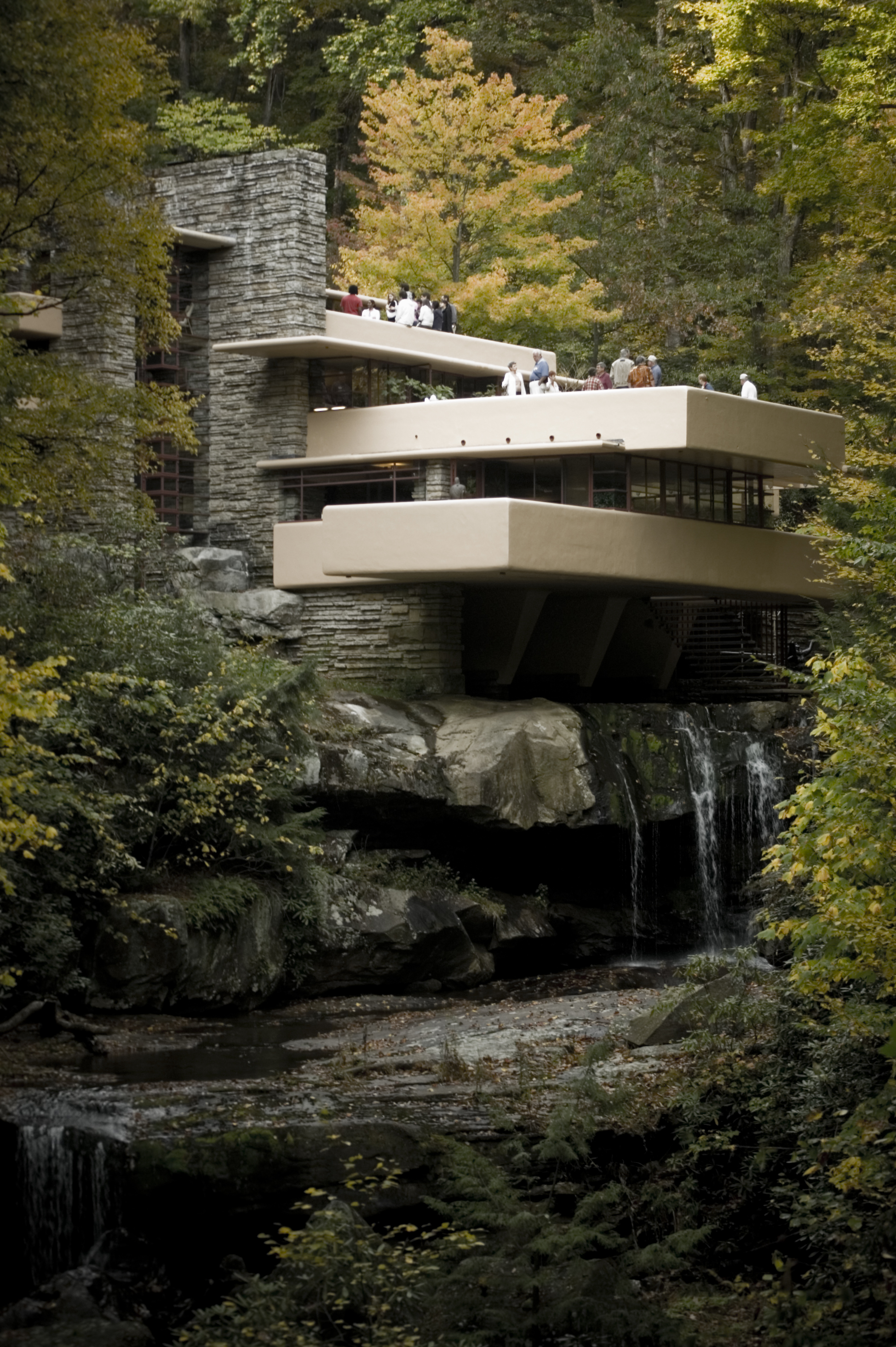
Kaufmann House

- 1939 – Mort au champ d'honneur de Paul Rouvière.
- 1938 – Construction à Rome du quartier de l'EUR.
- 1937 – 
  - Frank Lloyd Wright construit la Kaufmann House à Bear Run en Pennsylvanie.
  - Achèvement du Golden Gate Bridge.
- 1936 – x
- 1935 – x
- 1934 – x
- 1933 – Le Bauhaus est définitivement fermé par les Nazis.
- 1932 – Exposition de Philip Johnson au MoMA à l'origine du style international.
- 1931 – 
  - Achèvement de l'Empire State Building à New York.
  - Le Corbusier construit la villa Savoye à Poissy.
  - La statue du Christ Rédempteur achevée sur le sommet du Corcovado à Rio.
- 1930 – Ouverture à New York du Chrysler Building.

## Années 1920

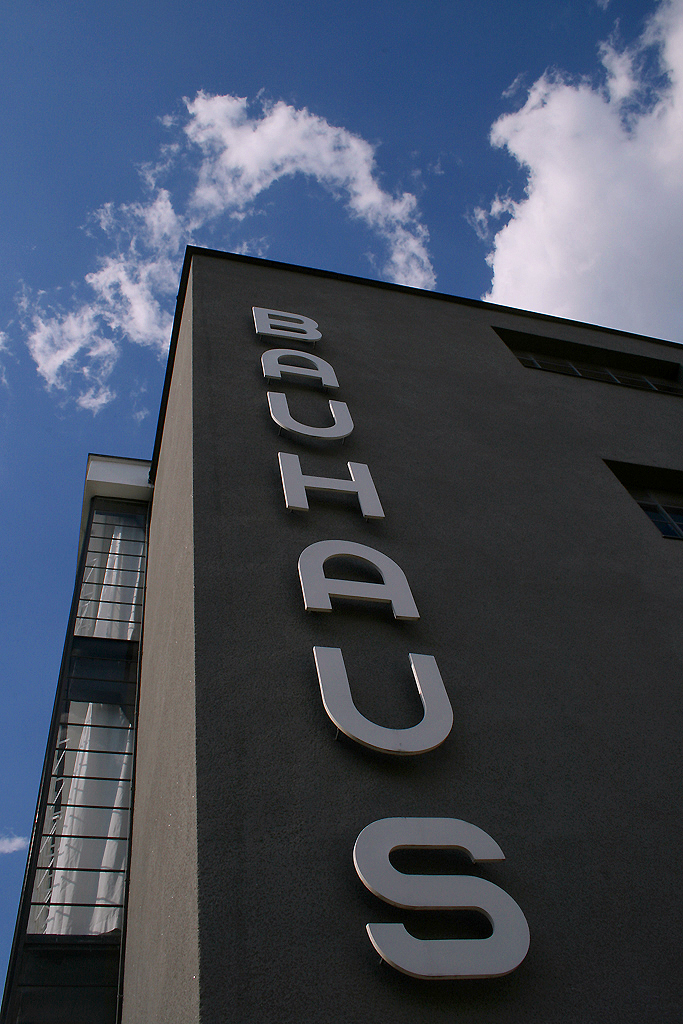
Bauhaus (Dessau)

- 1929 – Mies van der Rohe construit le pavillon de Barcelone tandis que Robert Mallet-Stevens entreprend la construction de la villa Cavrois.
- 1928 – Premier CIAM à La Sarraz en Suisse.
- 1927 – Conception de l'ensemble de logements sociaux du Karl-Marx-Hof à Vienne.
- 1926 – x
- 1925 – Le Bauhaus quitte Weimar pour Dessau-Roßlau.
- 1924 – La Maison Schröder est bâtie à Utrecht.
- 1923 – Le Corbusier publie Vers une architecture.
- 1922 – Le Lincoln Memorial est inauguré à Washington.
- 1921 – x
- 1920 – Monument à la Troisième Internationale de Vladimir Tatline.

## Années 1910

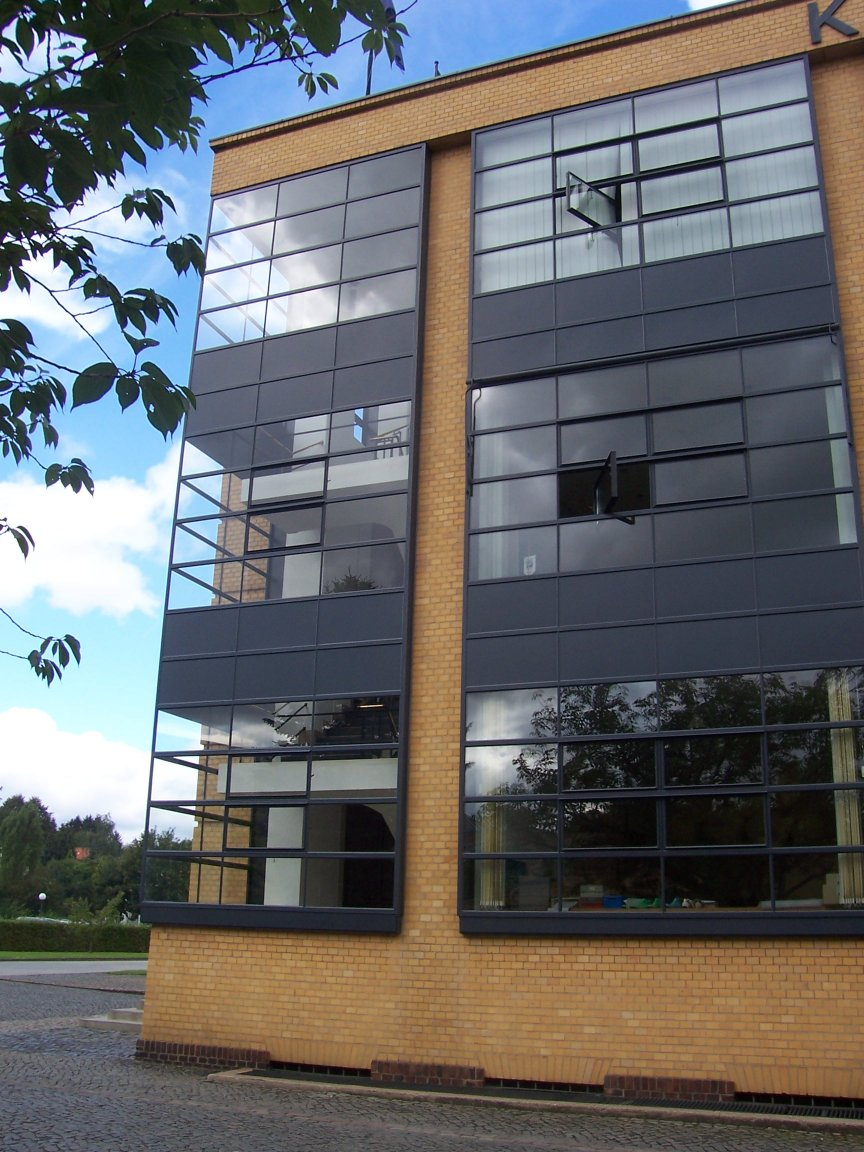
Usine Fagus

- 1919 – Walter Gropius fonde l'école du Bauhaus à Weimar.
- 1918 – L'Arbeitsrat für Kunst et le Novembergruppe se constituent en Allemagne.
- 1917 – Création du mouvement De Stijl aux Pays-Bas.
- 1916 – x
- 1915 – x
- 1914 – Le parc Güell à Barcelone, dessiné par Antoni Gaudí, est terminé.
- 1913 – x
- 1912 –  
  - Johan van der Mey construit le bâtiment de la coopérative commerciale Scheepvaarthuis à Amsterdam.
  - La Maison Municipale de Prague est achevée.
  - Achèvement du Palais Idéal du facteur Cheval après 33 ans de construction.
- 1911 – Walter Gropius et Adolf Meyer construisent l'usine Fagus.
- 1910 – Adolf Loos édifie la Looshaus à Vienne.

## Années 1900

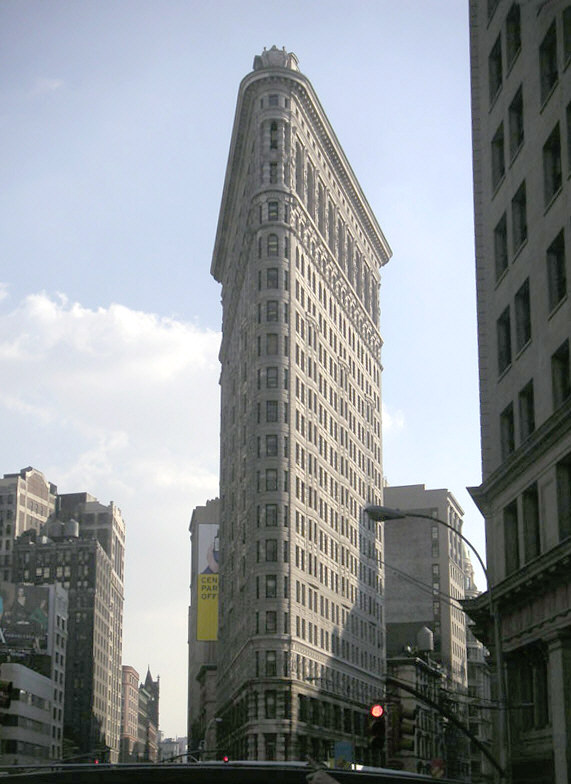
Le Flatiron Building

- 1909 - Peter Behrens construit l'usine de turbines AEG à Berlin.
- 1908 - 
  - Le Palais de la musique catalane est bâti à Barcelone par Lluis Domenech i Montaner.
  - Adolf Loos publie son essai Ornament und Verbrechen (Ornement et crime).
- 1907 - 
  - Antoni Gaudí construit la Casa Milà et la Casa Batlló à Barcelone.
  - Otto Wagner achève de bâtir la Kirche am Steinhof à Vienne.
- 1906 - Frank Lloyd Wright construit l'Unity Temple à Oak Park dans l'Illinois.
- 1905 - Josef Hoffmann construit le palais Stoclet à Bruxelles.
- 1904 - Le Parlement hongrois néo-gothique est achevé à Budapest.
- 1903 - Construction de la bourse d'Amsterdam dessinée par Hendrik Petrus Berlage.
- 1902 - Construction du Flatiron Building à New York par Daniel Burnham.
- 1901 - x
- 1900 - Construction de la gare d'Orsay par Victor Laloux à Paris.

## Années 1890

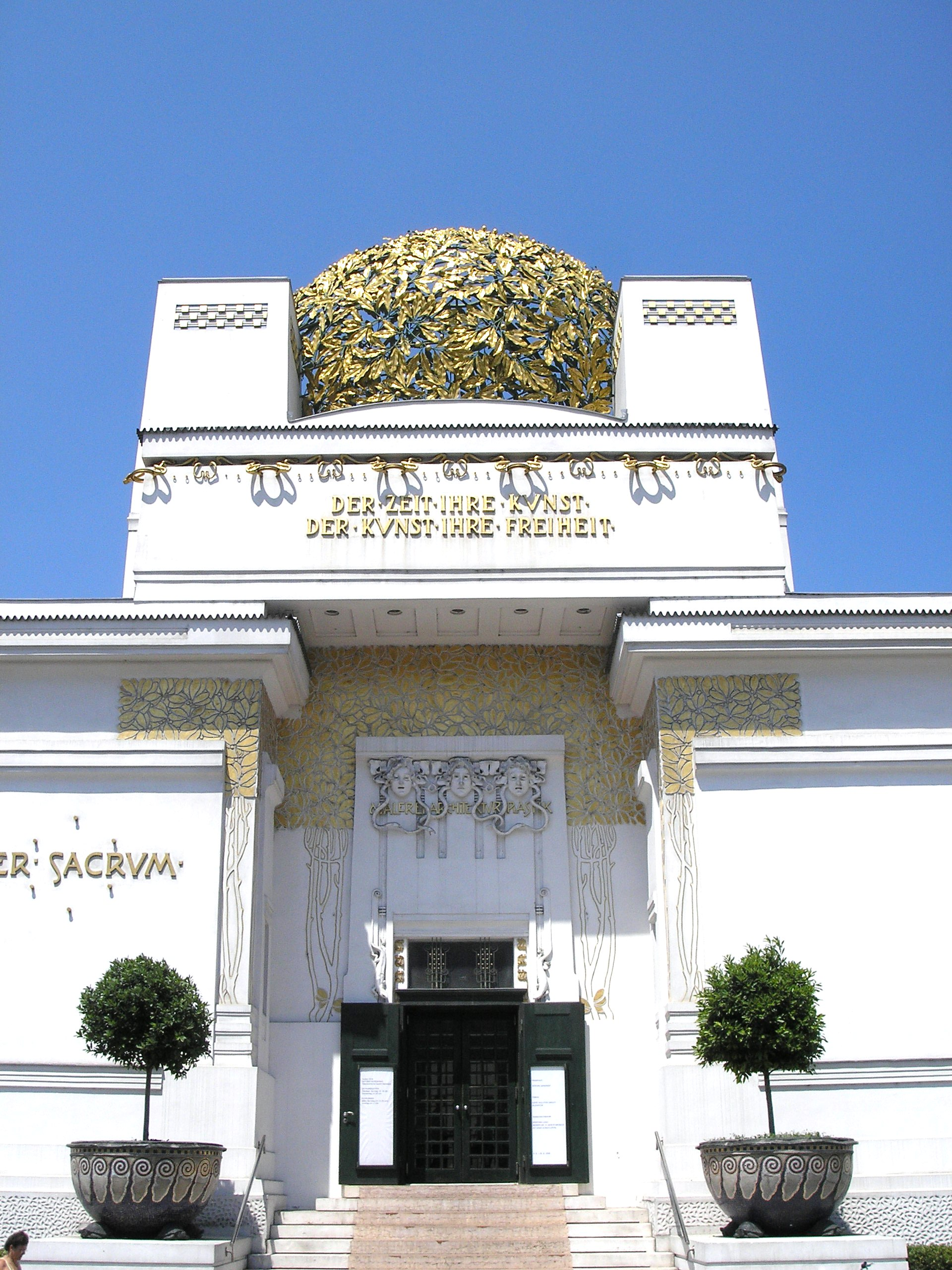
Wiener Secession

- 1899 - Construction (jusqu'en 1909) de la Glasgow School of Art par l'Ecossais Charles Rennie Mackintosh.
- 1898 - Publication de Tomorrow: A Peaceful Path to Real Reform écrit par Ebenezer Howard.
- 1897 - Création à Vienne du Wiener Secession (Otto Wagner, Gustav Klimt, etc.).
- 1896 - x
- 1895 - x
- 1894 - Achèvement du Tower Bridge à Londres.
- 1893 - Mise en service du pont de Biscaye à Bilbao, premier pont transbordeur construit.
- 1892 - Construction de l'Hôtel Tassel par Victor Horta à Bruxelles.
- 1891 - x
- 1890 - Achèvement du pont sur le Forth (Écosse).

## Années 1880

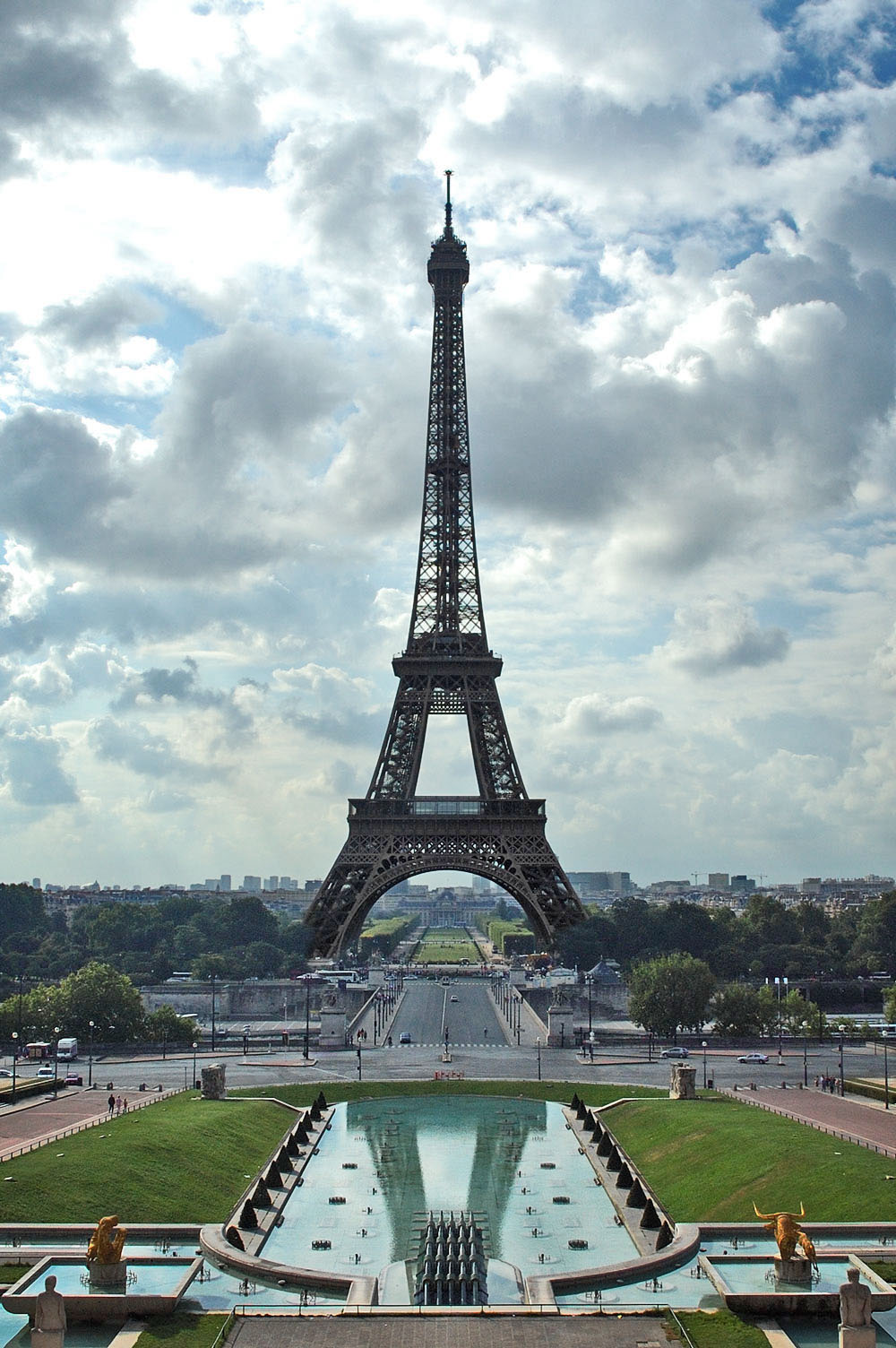
Tour Eiffel

- 1889 - Construction de la tour Eiffel à Paris par Gustave Eiffel.
- 1888 - Inauguration à Turin de la Mole Antonelliana.
- 1887 - x
- 1886 - 
  - Inauguration de la statue de la Liberté à New York.
  - Fin des travaux du château de Neuschwanstein en Bavière.
- 1885 - Achèvement du Washington Monument dans la capitale américaine.
- 1884 - Le Home Insurance Building à Chicago est le premier gratte-ciel de l'histoire.
- 1883 - Inauguration du palais de justice de Bruxelles et du Pont de Brooklyn à New York.
- 1882 - Début de la construction de la Sagrada Familia d'Antoni Gaudi à Barcelone.
- 1881 - x
- 1880 - x

## Années 1870

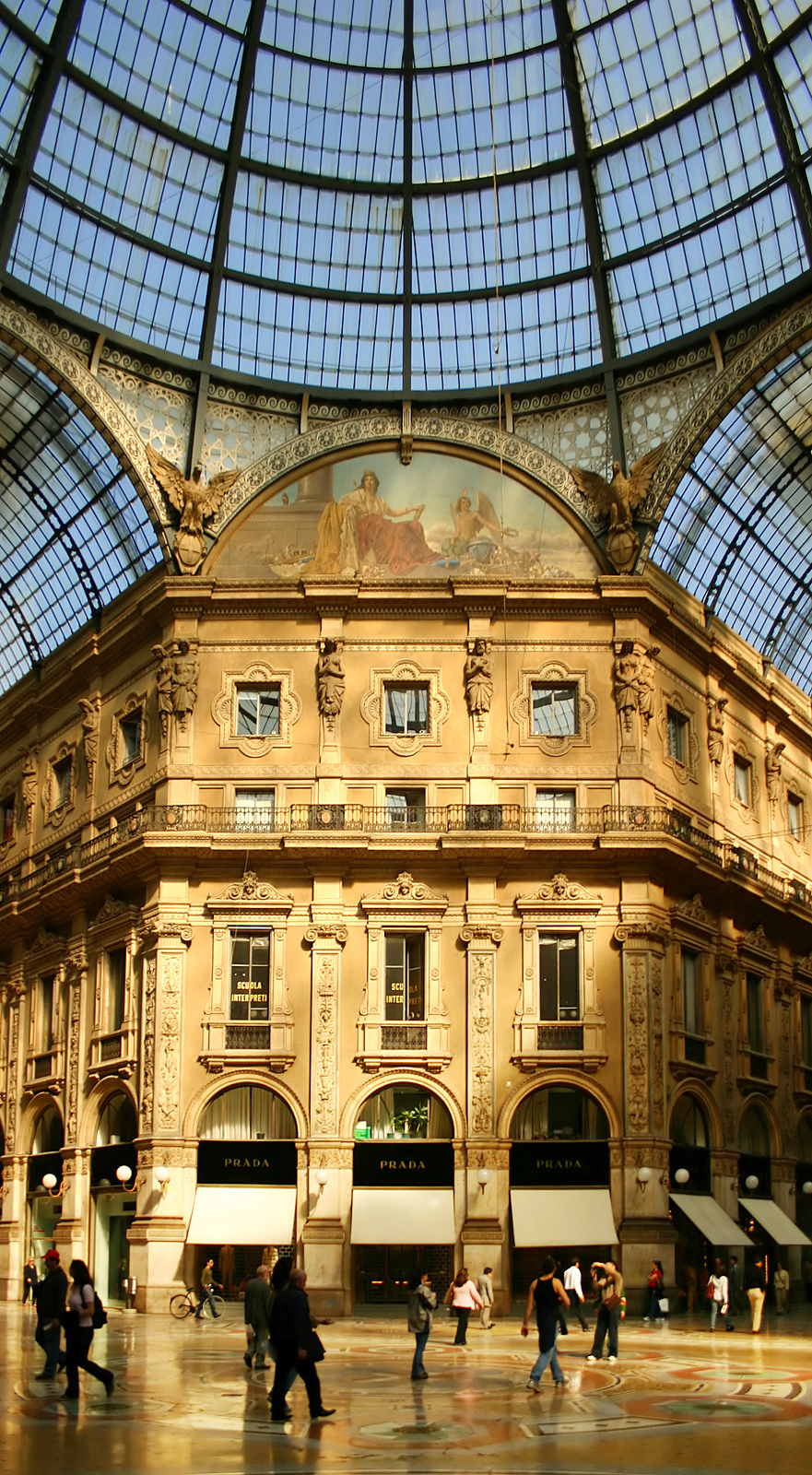
Gal. V. Emanuele II

- 1879 - Construction du château de Linderhof en Bavière.
- 1878 - Début des travaux du château de Herrenchiemsee en Bavière.
- 1877 - Construction de la Galleria Vittorio Emanuele II à Milan.
- 1876 - x
- 1875 - Deuxième inauguration de l'opéra Garnier à Paris.
- 1874 - x
- 1873 - x
- 1872 -
- 1871 - Ouverture du Royal Albert Hall à Londres.
- 1870 - Fin des travaux d'embellissement de Paris du Second Empire.

## Années 1860
- 1869 - Ouverture du canal de Suez.
- 1868 - x

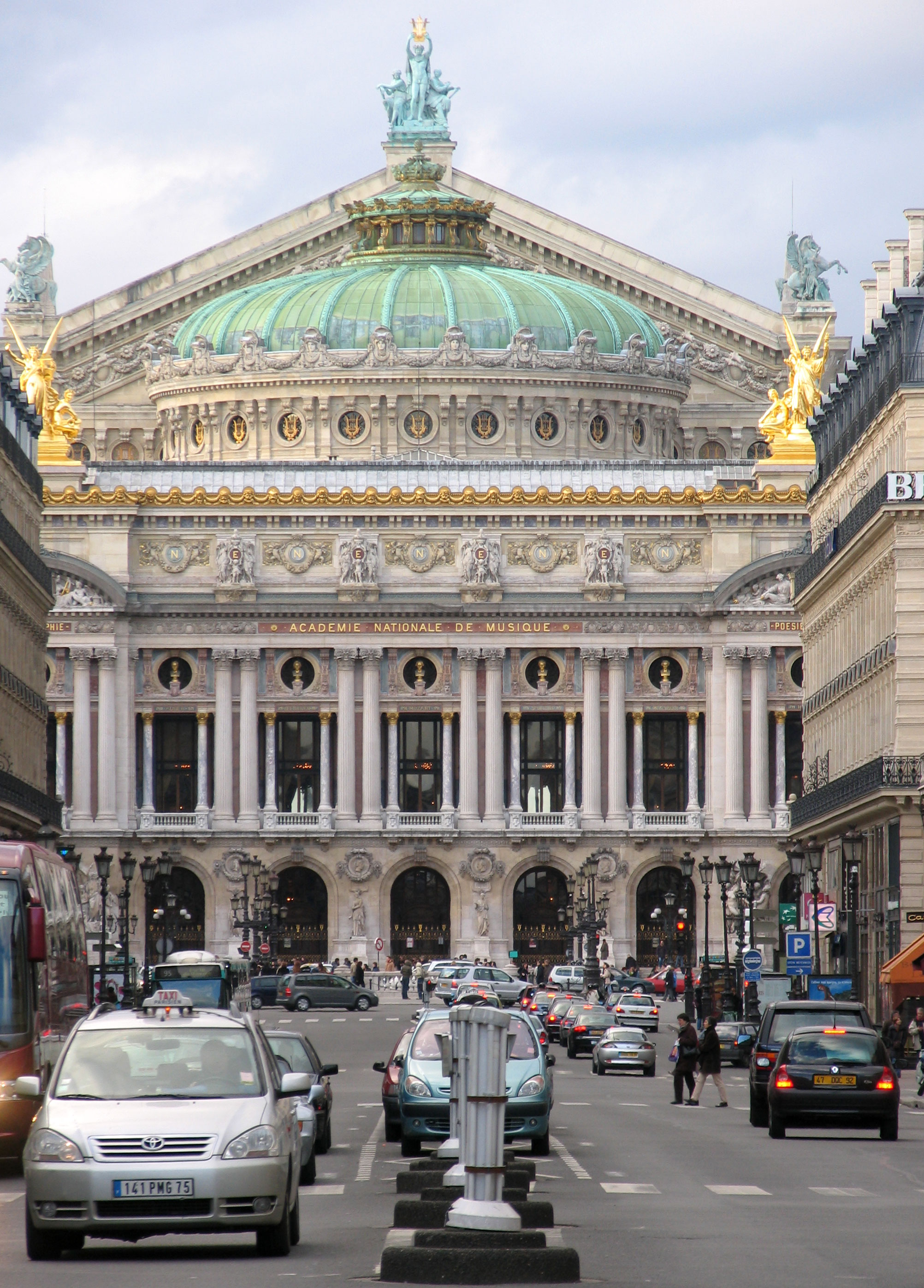
Opéra Garnier

- 1867 - Première inauguration de l'opéra Garnier à Paris.
- 1866 - x
- 1865 - Fondation de l'École centrale d'architecture.
- 1864 - Ouverture du pont suspendu de Clifton à Bristol.
- 1863 - Eugène Viollet-le-Duc commence la publication de ses Entretiens sur l’architecture.
- 1862 - Ouverture du métro souterrain de Londres.x
- 1861 - x
- 1860 - Achèvement des travaux du Palais de Westminster à Londres.

## Années 1850
- 1859 - x
- 1858 - x
- 1857 - x
- 1856 - x

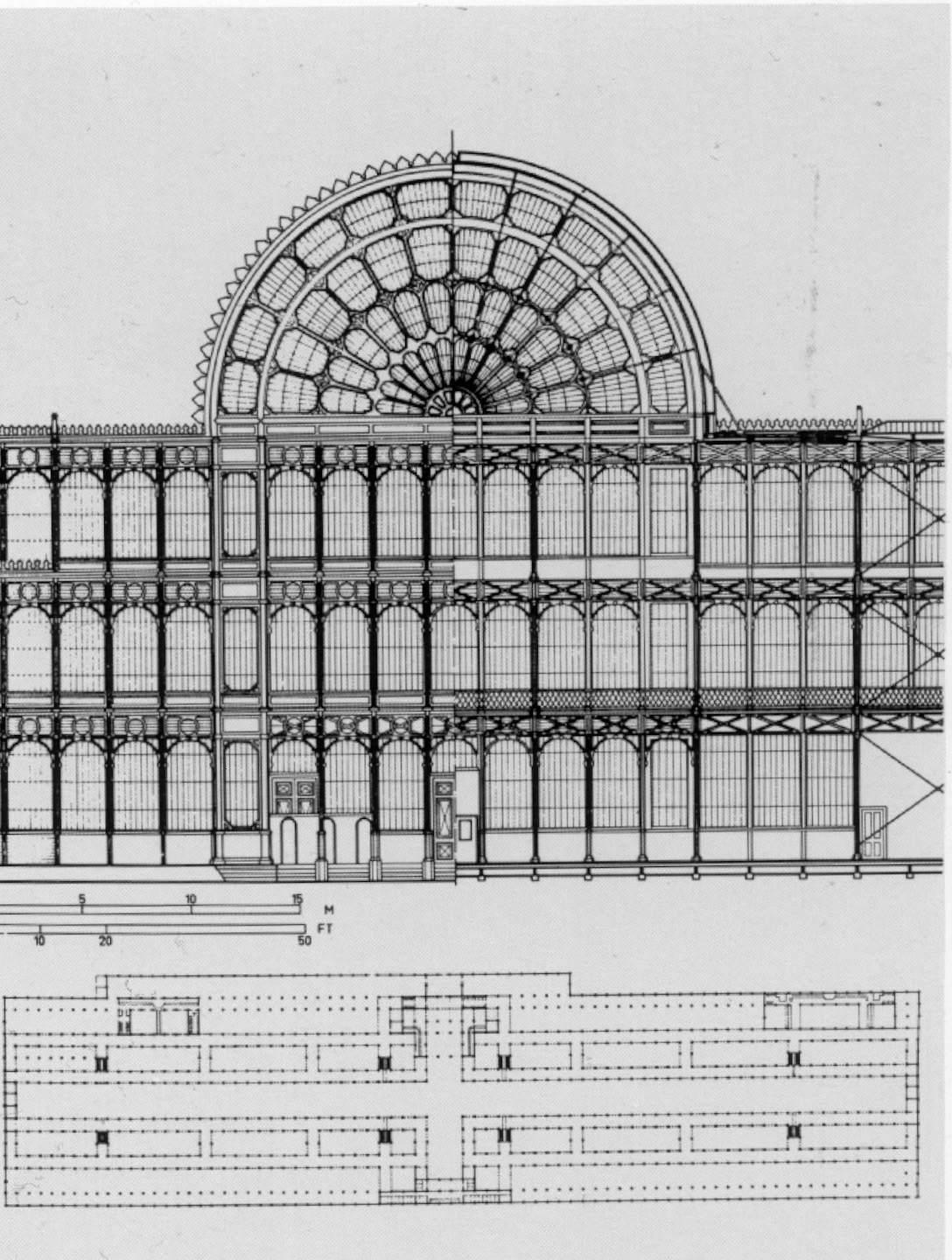
Crystal Palace

- 1855 - Plan Cerdà pour l'extension de Barcelone par Ildefons Cerdà.
- 1854 -  Eugène Viollet-le-Duc publie à partir de 1854 le Dictionnaire Raisonné de l’Architecture[2]
- 1853 - Début du remodelage urbain de Paris par Georges Haussmann.
- 1852 - x
- 1851 - Le Crystal Palace est construit à Londres par Joseph Paxton.
- 1850 - Construction de la bibliothèque Sainte-Geneviève par Henri Labrouste à Paris.

## Années 1840

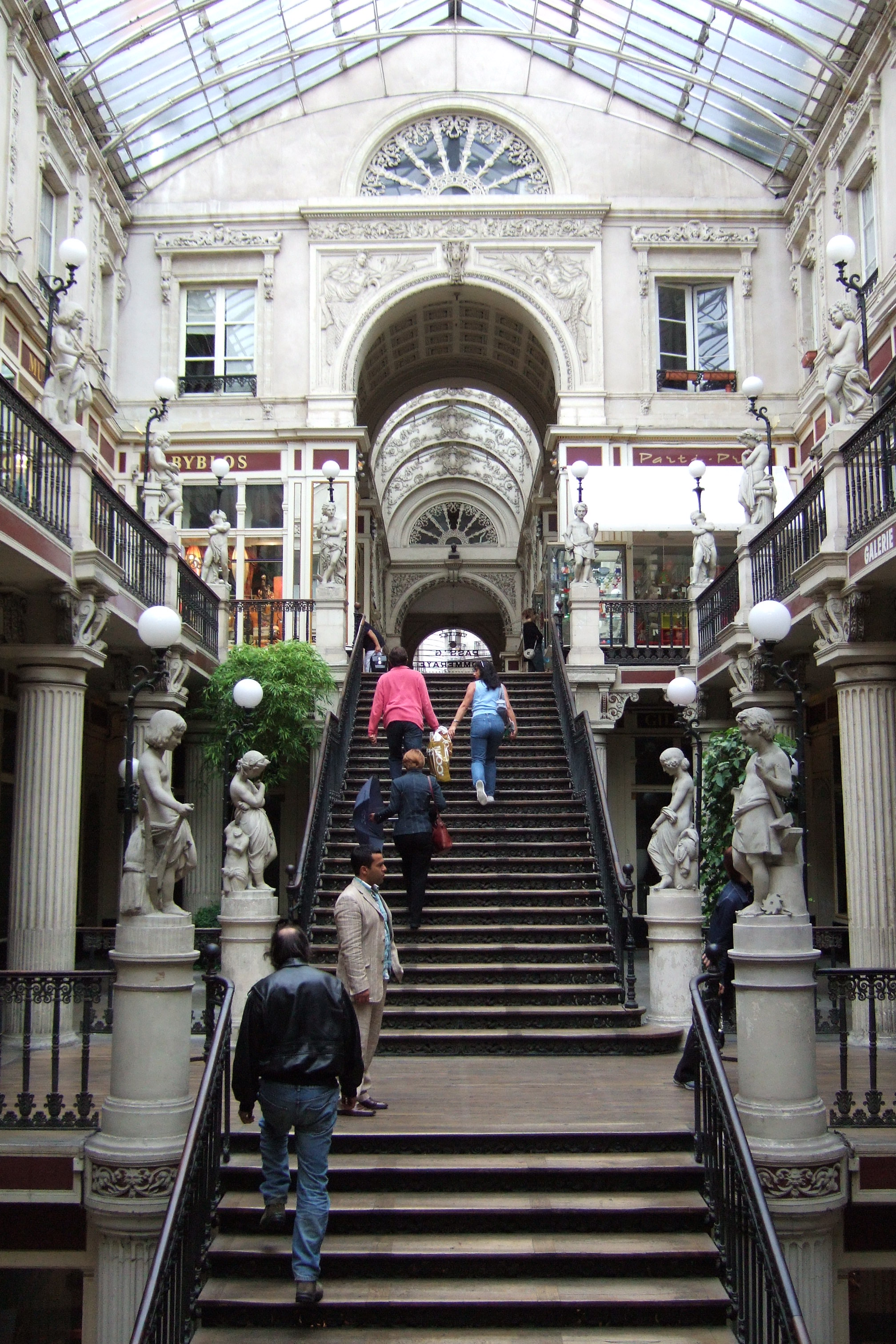
Pass. Pommeraye

- 1849 - John Ruskin publie The Seven Lamps of Architecture.
- 1848 - Joseph-Louis Lambot développe le ciment armé.
- 1847 - x
- 1846 - x
- 1845 - Consécration de l'église de la Madeleine à Paris.
- 1844 - x
- 1843 - Construction du passage Pommeraye à Nantes.
- 1842 - x
- 1841 - x
- 1840 - x

## Années 1830
- 1839 - x
- 1838 - x

Arc de triomphe

- 1837 - Premières gares à Paris et Londres (Saint-Lazare et Euston).
- 1836 - Achèvement de l'Arc de triomphe de l'Étoile à Paris.
- 1835 - Fin des travaux de John Nash sur le palais de Buckingham.
- 1834 - x
- 1833 - x
- 1832 - x
- 1831 - x
- 1830 - Construction de l'Altes Museum à Berlin par Karl Friedrich Schinkel.

## Années 1820
- 1829 - x
- 1828 - Construction de Marble Arch à Londres par John Nash.
- 1827 - x
- 1826 - 
  - Construction du pont suspendu de Menai au pays de Galles par Thomas Telford.
  - Ouverture de nombreux passages couverts de Paris : galerie Véro-Dodat, galerie Colbert, galerie Vivienne...
- 1825 - x
- 1824 - Construction du Vat Sisakhet de Vientiane.
- 1823 - x
- 1822 - Réaménagement du pavillon de Brighton par John Nash dans un style d'inspiration indienne et chinoise.
- 1821 - Construction de la Schauspielhaus à Berlin par Karl Friedrich Schinkel.
- 1820 - x

## Années 1810
- 1819 - Publication de Précis des leçons d’architecture données à l’École polytechnique I de Jean Nicolas Louis Durand.
- 1818 - x
- 1817 - x
- 1816 - Fondation de l'École nationale supérieure des beaux-arts de Paris.
- 1815 - x
- 1814 - x
- 1813 - x
- 1812 - x
- 1811 - x
- 1810 - x

## Années 1800
- 1809 - x
- 1808 - x
- 1807 - x
- 1806 - x
- 1805 - x
- 1804 - Passerelle en fonte du Pont des Arts à Paris.
- 1803 - x
- 1802 - x
- 1801 - x
- 1800 - Inauguration de la Maison-Blanche à Washington.

## Années 1790
- 1799 - Décès d'Étienne-Louis Boullée.
- 1798 - Construction du Palais des Vents à Jaipur (Inde).
- 1797 - x
- 1796 - Achèvement du palais Alexandre à Pouchkine, près de Saint-Pétersbourg.
- 1795 - x
- 1794 - x
- 1793 - x
- 1792 - x
- 1791 - x
- 1790 - x

## Années 1780

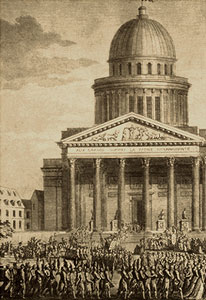
Le Panthéon

- 1789 - Construction du Panthéon de Paris par Soufflot.
- 1788 - x
- 1787 - x
- 1786 - x
- 1785 - x
- 1784 - x
- 1783 - x
- 1782 - Construction du Palais royal de Bangkok.
- 1781 - x
- 1780 - x

## Années 1770
- 1779 - 

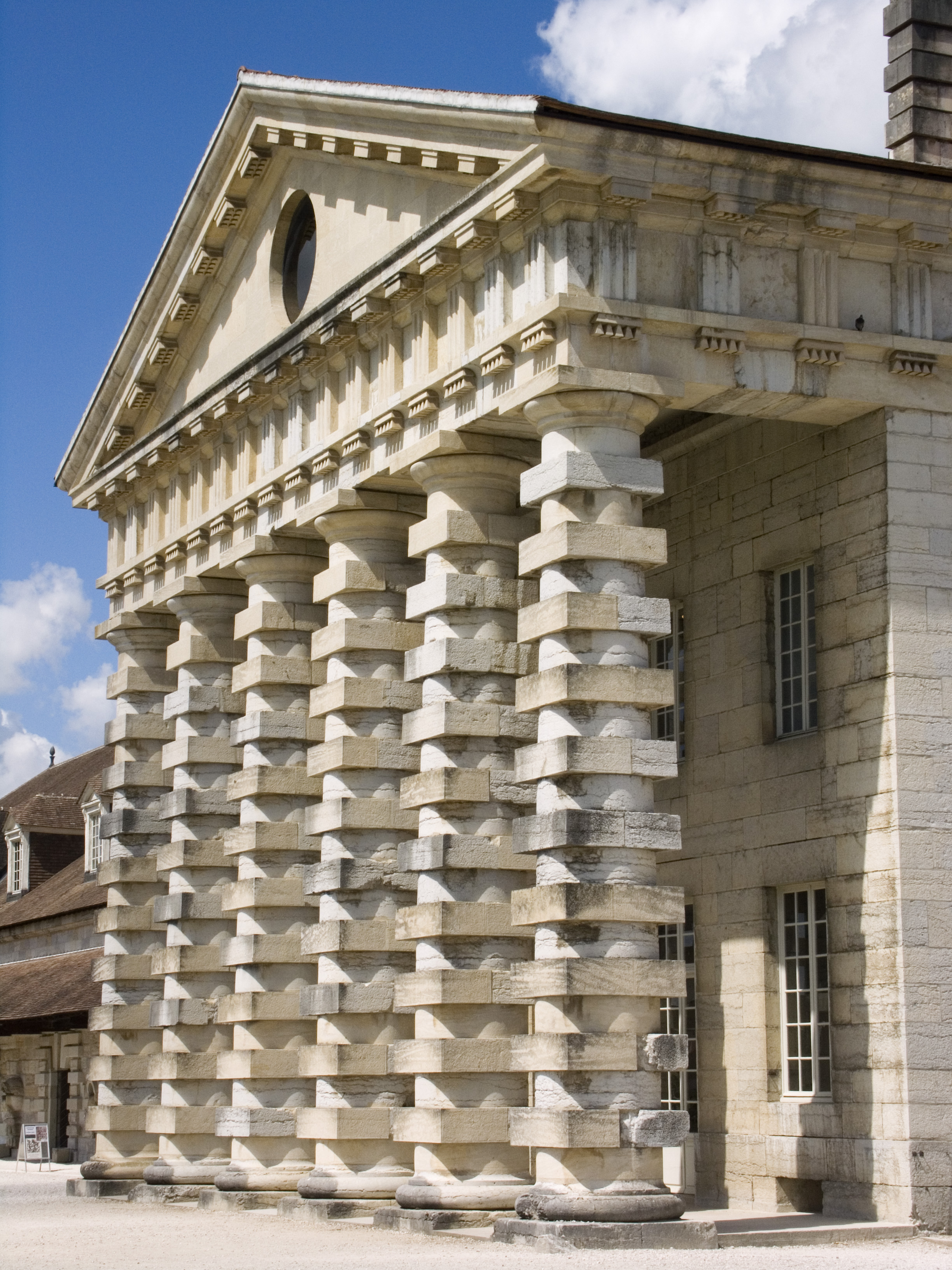
Arc-et-Senans

  - Construction de l'Iron Bridge, premier pont métallique construit au monde, dans la vallée d'Ironbridge, berceau de la révolution industrielle.
  - L'exploitation de la saline d'Arc-et-Senans, construite par Claude-Nicolas Ledoux, commence.
- 1778 - Ouverture de la Scala de Milan.
- 1777 - x
- 1776 - x
- 1775 - x
- 1774 - x
- 1773 - x
- 1772 - Achèvement de la place de la Concorde à Paris.
- 1771 - x
- 1770 - x

## Années 1760
- 1769 - x
- 1768 - x
- 1767 - x
- 1766 - Plan d'urbanisme de la New Town d'Edimbourg.
- 1765 - x
- 1764 - Versailles, Petit Trianon par J.-A. Gabriel. Achèvement du Palais Royal de Madrid.
- 1763 - x
- 1762 - Fontaine de Trevi à Rome. Achèvement du palais d'Hiver (Ermitage à Saint Pétersbourg).
- 1761 - x
- 1760 - x

## Années 1750
- 1759 - x
- 1758 - Le Roy (architecte Français), Les Propylées de l'Acropole d'Athènes.
- 1757 - x
- 1756 - Achèvement de la plaza Mayor de Salamanque. Inauguration du palais Catherine près de Saint Pétersbourg.
- 1755 - Inauguration de la place Stanislas de Nancy.
- 1754 - x
- 1753 - x
- 1752
  - Début de la construction du palais de Caserte près de Naples.
  - Achèvement de l'église jésuite à Lierre en Belgique en style baroque.
- 1751 - x
- 1750 - Achèvement de la façade baroque de la cathédrale de Saint-Jacques de Compostelle.

## Années 1740
- 1749 - Achèvement de l'église de Wies (Bavière) en style rococo.
- 1748 - x
- 1747 - x
- 1746 - x
- 1745 - Le traité de Gabriel Germain Boffrand (comparatif de l'architecture à la poésie)
- 1744 -
- 1743 - x
- 1742 - x
- 1741 - x
- 1740 - x

## Années 1730
- 1739 - x
- 1738 - x
- 1737 - Achèvement de l'église Saint-Charles Borromée à Vienne.
- 1736 - x
- 1735 - x
- 1734 - x
- 1733 - x
- 1732 - x
- 1731 - x
- 1730 - x

## Années 1720
- 1729 - x
- 1728 - x
- 1727 - Achèvement à Turin de la Basilique de Superga.
- 1726 - x
- 1725 - Construction du Palais de Peterhof à Saint-Pétersbourg.
- 1724 - x
- 1723 - Construction de l'escalier de la Trinité des Monts à Rome. Achèvement à Vienne du palais du Belvédère.
- 1722 - x
- 1721 - x
- 1720 - x

## Années 1710
- 1719 - x
- 1718 - x
- 1717 - x
- 1716 - x
- 1715 - x
- 1714 - x
- 1713 - x
- 1712 - Construction du Castle Howard par Sir John Vanbrugh et Nicholas Hawksmoor.
- 1711 - x
- 1710 - x

## Années 1700
- 1709 - x

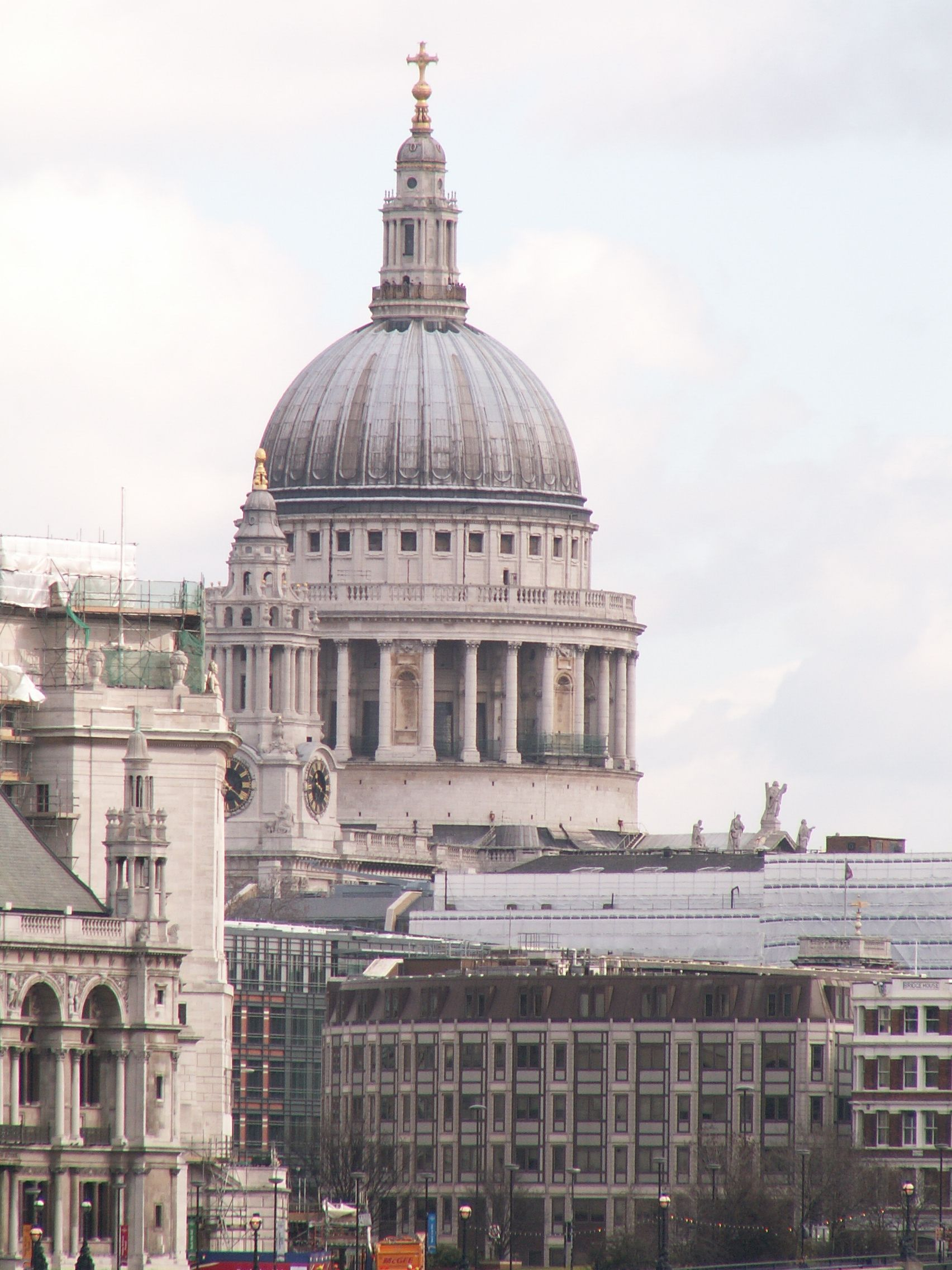
Saint-Paul

- 1708 - Construction de la cathédrale Saint-Paul de Londres dessinée par Christopher Wren.
- 1707 - x
- 1706 - x
- 1705 - x
- 1704 - x
- 1703 - x
- 1702 - x
- 1701 - x
- 1700 - x

## XVIIesiècle

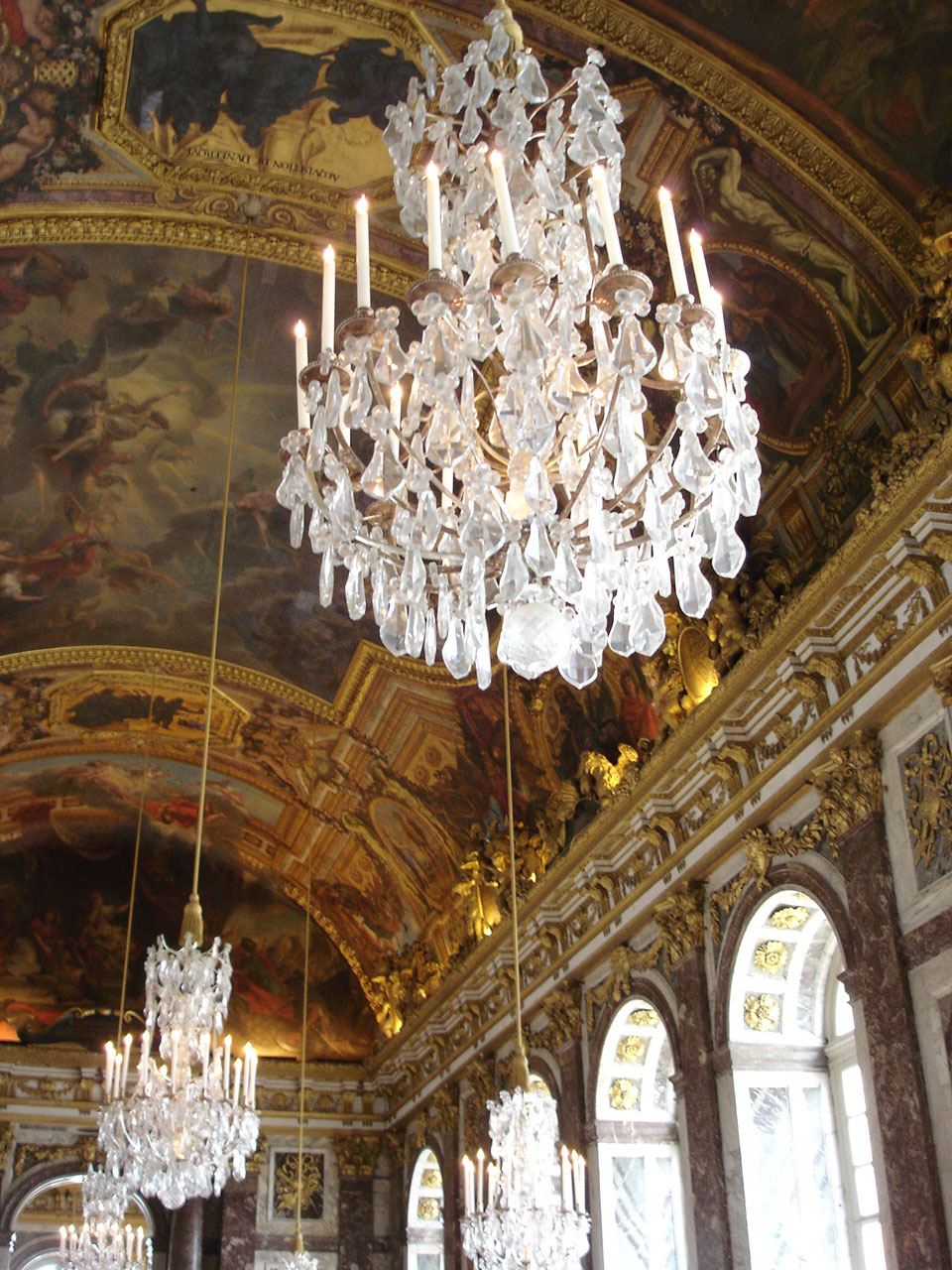
Versailles.

- 1690→1699 - Noto en Sicile, détruite par un tremblement de terre, est reconstruite dans un style baroque sicilien.
- 1680→1689 - Construction de l'église des Invalides à Paris par Jules Hardouin-Mansart.
- 1670→1679 - x
- 1660→1669 - Début des travaux du château de Versailles sous l'égide de Le Vau puis de Hardouin-Mansart.
- 1650→1659 - Construction de l'église Sainte-Agnès en Agone à Rome par Borromini et Carlo Rainaldi.
- 1640→1649 - L'empereur Shah Jahan construit le Taj Mahal à Âgrâ en Inde, ainsi que les jardins de Shalimar à Lahore.
- 1630→1639 - À partir de 1636, construction du Fort Rouge à Delhi.
- 1620→1629 - Construction de l'église Santa Susanna à Rome par Le Bernin.
- 1610→1619 - 
  - Mohammadreza Isfahani construit la place Naghsh-e Jahan à Ispahan en Iran.
  - En 1616, la Mosquée Bleue d'Istanbul est inaugurée.
  - En 1619, la Plaza Mayor de Madrid est achevée.
- 1600→1609 - 
  - 1601 : construction du Temple d'Or à Amritsar (Inde), lieu sacré des Sikhs.
  - Construction du pont Si-o-se pol à Ispahan en Iran.

## XVIesiècle

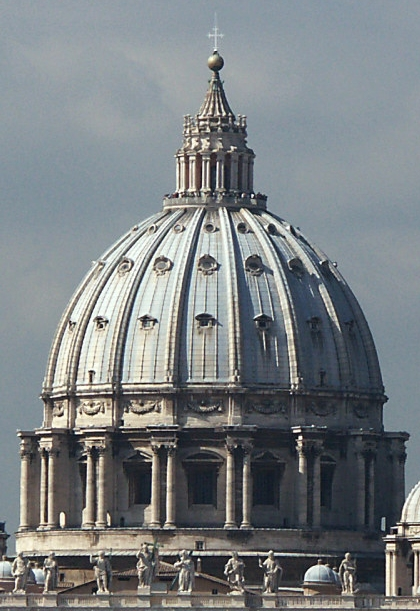
St-Pierre de Rome

- 1590→1599 - 1591, inauguration du pont du Rialto à Venise dessiné par Antonio da Ponte.
- 1580→1589 - 
  - À partir de 1581, édification du château de Himeji au Japon.
  - En 1584, achèvement du palais-monastère de l'Escurial dessiné par Juan de Herrera.
  - L'église du Gesù à Rome est achevée en 1584, elle inaugure le style jésuite.
- 1570→1579 - 
  - 1570, Andrea Palladio publie I Quattro Libri dell'Architettura.
  - En 1573, achèvement du Fort Rouge d'Agra.
- 1560→1569 - 
  - 1561, inauguration de la cathédrale Saint-Basile de Moscou.
  - En 1565, construction du Vieux Pont de Mostar.
- 1550→1559 - construction de 1550 à 1557 de la mosquée Süleymaniye à Constantinople par Sinan.
- 1540→1549 - Andrea Palladio construit sa première villa, la villa Godi Malinverni, près de Vicence.
- 1530→1539 - début de l'aménagement de la place du Capitole à Rome par Michel-Ange.
- 1520→1529 - 
  - À partir de 1520, début de la construction du château de Chenonceau.
  - En 1524, construction du couvent Novodievitchi à Moscou.
- 1510→1519 - 
  - début des travaux des châteaux de la Loire.
  - Edifices manuélins au Portugal : Monastère des Hiéronymites, Tour de Bélem...
- 1500→1509 - 
  - 1502 : Bramante édifie le Tempietto à Rome.
  - 1506 : début des travaux de la basilique Saint-Pierre de Rome.

## XVesiècle
- 1490→1499 - x
- 1480→1489 - 

Dôme de Florence

  - 1480, la cathédrale d'Albi est achevée après deux siècles de travaux.
  - En 1485, début de la construction du Kremlin de Moscou.
  - Francesco di Giorgio Martini publie le Trattato di architettura, ingegneria e arte militare.
- 1470→1479 - construction de la cathédrale Notre-Dame de Munich.
- 1460→1469 - Début de la reconstruction du palais ducal d'Urbin par Luciano Laurana.
- 1450→1459 - 
  - 1458 : début de la construction du palais Pitti à Florence par Ammannati et peut-être Brunelleschi.
  - 1459 - Début de l'édification du palais de Topkapi et du Grand Bazar à Istanbul.
- 1440→1449 - Construction de la cité inca de Machu Picchu au Pérou.
- 1430→1439 - Brunelleschi construit le dôme de la cathédrale de Florence.
- 1420→1429 - Construction de la Cité interdite en Chine.
- 1410→1419 - x
- 1400→1409 - 
  - 1401 : Construction de l'Hôtel de Ville de Bruxelles
  - 1404 à 1410 : édification de l'Hôtel de Ville de Brême.
  - 1406 à 1420 : construction du Temple du Ciel à Pékin.

## XIVesiècle
- 1390→1399 - x
- 1380→1389 - 1380 : ouverture du Pont Charles à Prague.
- 1370→1379 - 1372 : achèvement de la Tour de Pise.
- 1360→1369 - x
- 1350→1359 - Andrea Orcagna est le maître d’œuvre de la Cathédrale d'Orvieto et réalise des mosaïques pour sa façade.
- 1340→1349 - 
  - Élaboration du décor sculpté du palais des Doges à Venise[3].
  - En 1344, début de la construction de la cathédrale Saint-Guy de Prague.
  - 1345, ouverture du Ponte Vecchio à Florence.
- 1330→1339 - Giotto rentre à Florence où il est nommé architecte en chef de la ville à la suite d’une inondation. Il réalise le projet de campanile pour la cathédrale Santa Maria del Fiore. Son assistant Andrea Pisano, lui succède à sa mort en 1337 comme maître d’œuvre de la cathédrale.
  - De 1335 à 1363, construction du Palais des Papes d'Avignon.
- 1320→1329 - De 1325 à 1327, construction de la mosquée Djingareyber de Tombouctou.
- 1310→1319 - Le sultan de Delhi Ala ed-Din fait construire le pavillon à coupole du portique méridional de la porte Alâi Darwâza en grès rouge, marbre blanc et schiste bleu à Delhi, en Inde[4].
  - Achèvement du palazzo Vecchio de Florence.

- 1300→1309 -

## XIIIesiècle
- 1290→1299 - Construction de la façade du dôme de Sienne.
- 1280→1289 - Construction des remparts de Carcassonne (commencés en 1240).
- 1270→1279 - Début de la construction des fortifications d'Aigues-Mortes[5];
- 1260→1269 - 
  - 1263 : consécration de la cathédrale Saint-Étienne de Vienne.
  - Nicola Pisano achève le baptistère de Pise[6] et sculpte la chaire de la cathédrale de Sienne (1265-1268).
- 1250→1259 - Achèvement de la façade de la cathédrale Notre-Dame de Paris.
- 1240→1249 - 
  - 1240, construction de la nef de la cathédrale Notre-Dame de Strasbourg (1240-1275)[7].
  - 1241 à 1248 : Edification de la Sainte Chapelle à Paris.
  - En 1248, début de construction de la cathédrale de Cologne.
- 1230→1239 - Début des travaux de l'Alhambra à Grenade. Chaque souverain de la dynastie des Nasrides apportera une pierre à l'édifice. Avec la fin de la Reconquista en 1492 cesseront les embellissements du palais.
- 1220→1229 - 
  - 1220 : Début de la construction de la cathédrale d'Amiens.
  - 1221 : début de la construction de la cathédrale de Burgos.
  - 1225 : cathédrale de Chartres achevée.
  - 1226 : début de la construction de la cathédrale de Tolède.
  - 1228, début de l'édification de la Basilique Saint-François d'Assise.
- 1210→1219 - 
  - 1211, début de la construction de la cathédrale de Reims.
  - Début de la construction de la Merveille de l'abbaye du Mont-Saint-Michel (fin en 1228)
- 1200→1209 - Début de la construction des Halles aux draps d'Ypres, un des plus grands bâtiments civils de style gothique en Europe. Le bâtiment sera achevé vers 1304.

## XIIesiècle
- 1190→1199 - * Construction des bains arabes de Gérone.
- 1180→1189 - 1185, début de la construction de la cathédrale de Beauvais.
- 1170→1179 - 1172 à 1176 : Construction de la cathédrale de Monreale et de celle de Cefalu (Sicile).
- 1160→1169 - x
- 1150→1159 - x
- 1140→1149 - À partir de 1142, construction de la cathédrale de Tournai.
- 1130→1139 - x
- 1120→1129 - De 1120 à 1150, construction de la Basilique de Vézelay.
- 1110→1119 - x
- 1100→1109 - x

## XIesiècle
- 1090→1099 - 1094 : Inauguration de la basilique Saint Marc de Venise.
- 1080→1089 - À partir de 1080, début de la construction du château de Windsor.
- 1070→1079 - 
  - 1070 : début de la construction de la cathédrale de Canterbury.
  - 1078 : construction de la Tour de Londres par Guillaume le Conquérant.
- 1060→1069 - 1060 : inauguration de la cathédrale de Spire.
- 1050→1059 - 1052 : construction du temple Byodo-in à Kyoto.
- 1040→1049 - x
- 1030→1039 - x
- 1020→1029 - x
- 1010→1019 - x
- 1000→1009 - x

## apr. J.-C.

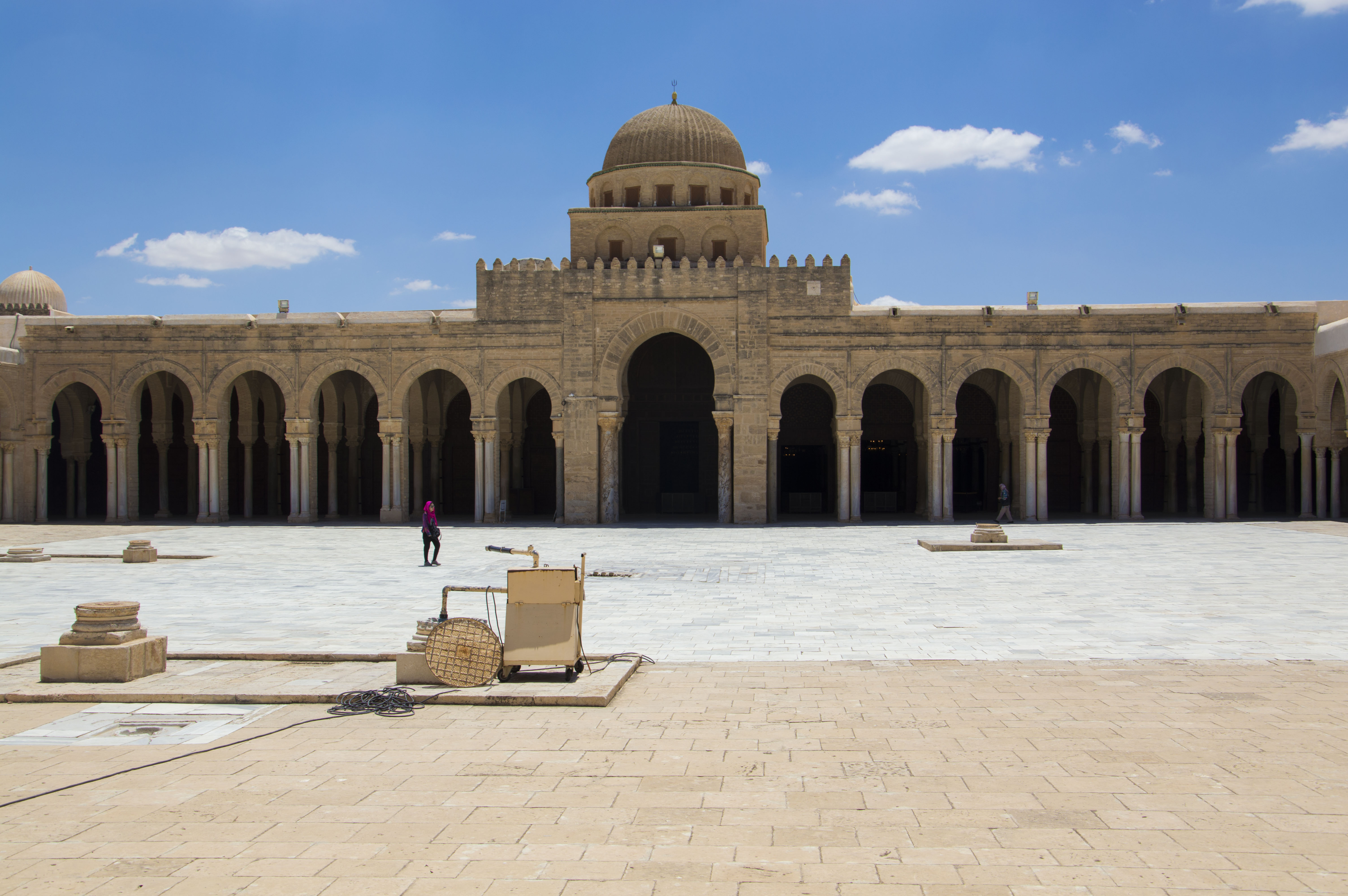
Vue de la grande mosquée de Kairouan ; fondée en 670.

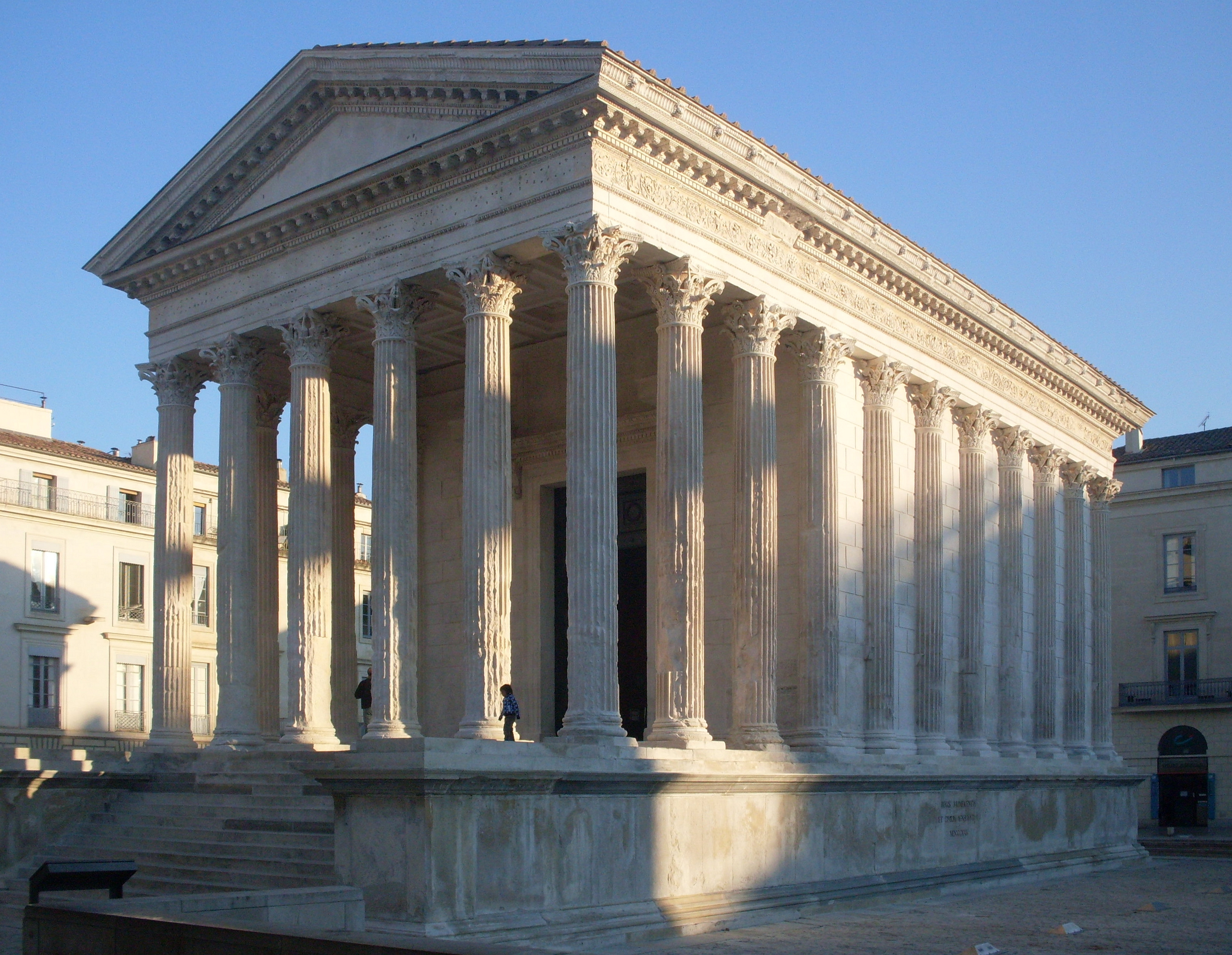
Vue de la Maison Carrée ; du Ier siècle.

## Iermillénaireapr. J.-C.
- Xe siècle -
  - Edification par les Mayas de la pyramide de Chichen Itza au Mexique.
  - À partir de 950 : édification des Temples de Kajurâho en Inde.
  - 971 : construction de la mosquée al-Azhar au Caire.
  - 990 : Construction du premier Château de Montsoreau à Montsoreau.
- IXe siècle -
  - Après 800 : édification du temple de Borobudur à Java.
  - 836 : reconstruction de la grande mosquée de Kairouan, Tunisie.
  - 852 : construction de la Grande Mosquée de Samarra.
  - 872 : transformation du temple de Portunus à Rome en église et ajout de fresques à l'intérieur[8].
  - Début de la construction de la cathédrale de Hildesheim.
- VIIIe siècle -
  - 706 à 715 : construction de la Grande Mosquée des Omeyyades de Damas.
  - À partir de 718 : Nara devient la capitale du Japon, de nombreux monuments et temples sont construits.
  - 734 : édification du Temple maya de Tikal.
  - 786 à 987 : construction de la Grande Mosquée de Cordoue.
  - 786 à 805 : construction de la cathédrale d'Aix la Chapelle.
- VIIe siècle -
  - 692 : achèvement du Dôme du Rocher à Jérusalem.
- VIe siècle -
  - Construction des basiliques St Apollinaire le Neuf, St Apollinaire in Classe et Saint-Vital de Ravenne.
  - Construction du Monastère Sainte-Catherine au Sinaï.
  - Construction de la Basilique Sainte-Sophie et la Citerne Basilique de Constantinople.
- Ve siècle - Construction du Mausolée de Galla Placidia à Ravenne.
- IVe siècle - 
  - Inauguration à Rome des Thermes de Dioclétien (306) et de l'Arc de Constantin (315).
  - Vers 305, construction du palais de Dioclétien à Split.
- IIIe siècle - 
  - Construction de l'amphithéâtre romain d'El Jem.
  - Construction de 271 à 282 du mur d'Aurélien à Rome.
- IIe siècle - Construction de 122 à 127 du mur d'Hadrien, séparant la Britannia romaine de la Calédonie barbare.
- Ier siècle -
  - 30 : construction des Arènes de Vérone.
  - Vers 40/50 : construction du Pont du Gard et du Théâtre antique d'Orange.
  - Vers 50 : les Nabatéens édifient dans la roche les temples de Petra.
  - 79 : construction des arènes de Pula.
  - 80 : achèvement du Colisée de Rome.
  - Entre 80 et 90 : construction des Arènes d'Arles et des Arènes de Nîmes.
  - Fin du Ier siècle : achèvement de l'Aqueduc de Ségovie.
  - Vers l'an 100 : la Pyramide du Soleil de Teotihuacan est terminée.

## Iermillénaireav. J.-C.
- Ier siècle - - 27 av. J.C. : achèvement du Panthéon de Rome. (il sera modifié en l'an 110 sous Hadrien).
- IIe siècle - x
- IIIe siècle - x
- IVe siècle - Vers - 330/ -320 av. J.C. édification du Théâtre d'Epidaure.
- Ve siècle - De - 447 à - 432 av. J.C. construction du Parthénon sur l'Acropole d'Athènes.
- VIe siècle - 
  - Vers - 500 : construction du palais de Darius à Persépolis.
  - Vers - 560 : construction du Temple d'Artémis à Éphèse.
  - Vers - 580 av J.C. : construction des Jardins suspendus et de la Porte d'Ishtar à Babylone.
- VIIe siècle - x
- VIIIe siècle - x
- IXe siècle - x
- Xe siècle - x

## IIemillénaireav. J.-C.
- XIe siècle - x
- XIIe siècle - x
- XIIIe siècle - Vers - 1250 av. J.-C. : construction des temples d'Abou Simbel en Égypte.
- XIVe siècle - x
- XVe siècle - vers - 1485 à - 1470 av. J.-C. : construction du temple funéraire d'Hatchepsout en Égypte.
- XVIe siècle - x
- XVIIe siècle - x
- XVIIIe siècle - x
- XIXe siècle - x
- XXe siècle - À partir d'environ - 2000 av. J.-C. : construction des palais minoens en Crète (Cnossos, Malia...)

## IIIemillénaireav. J.-C.
- XXIe siècle - x
- XXIIe siècle - x
- XXIIIe siècle - x
- XXIVe siècle - x
- XXVe siècle - x
- XXVIe siècle - 
  - vers - 2560 : construction de la Pyramide de Khéops et du Grand Sphinx sur le plateau de Gizeh.
  - vers - 2600 : construction de la Pyramide de Djeser à Saqqarah.
- XXVIIe siècle - x
- XXVIIIe siècle - de - 2800 à - 2000 av. J.-C. : édification du site mégalithique de Stonehenge en Angleterre.
- XXIXe siècle - x
- XXXe siècle - x

## Néolithique

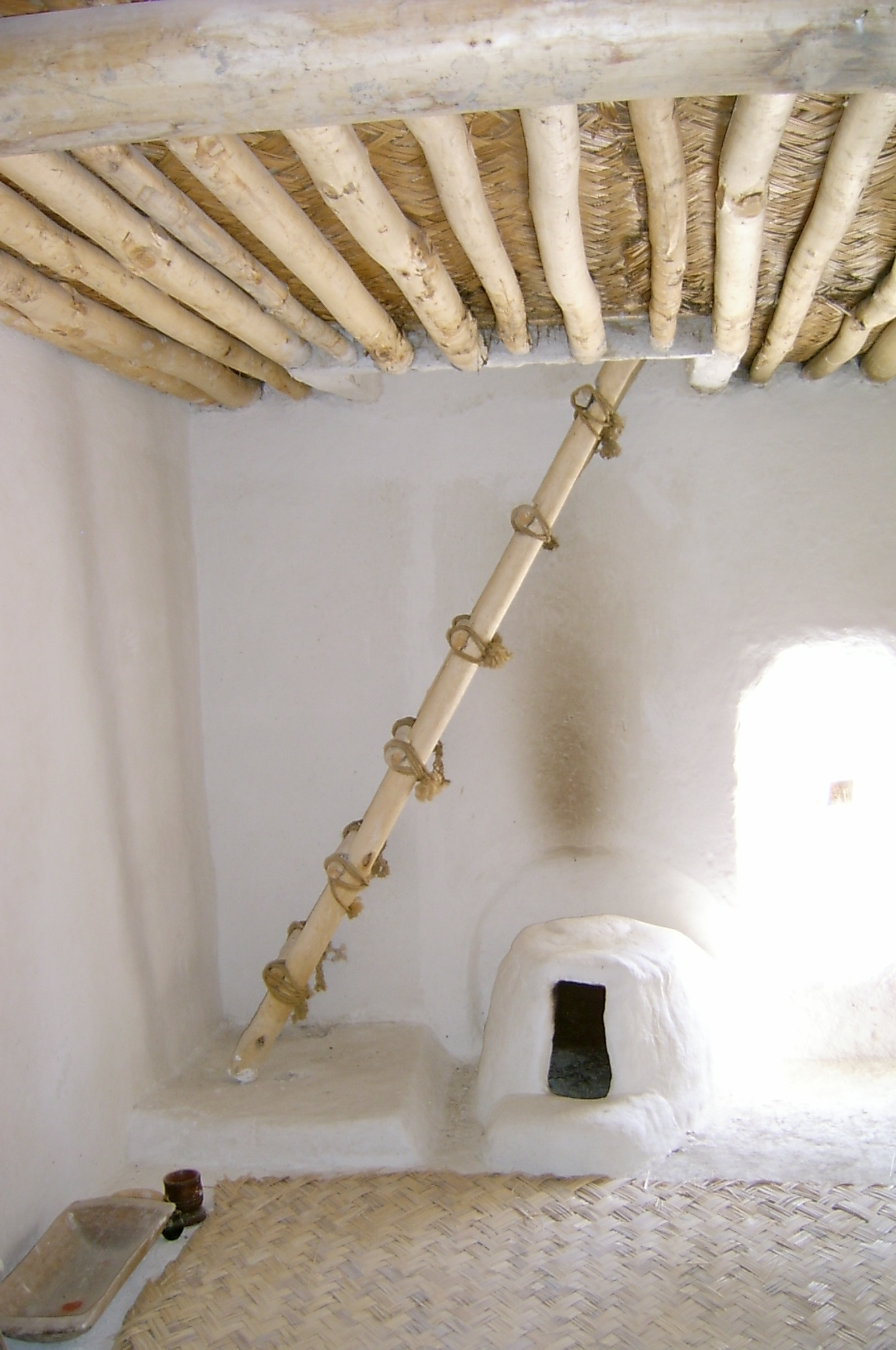
Çatal Hüyük

- IVe millénaire – La ville de Harappa est érigée dans la vallée de l'Indus.
- Ve millénaire – 
  - Culture Yangshao en Chine, entre 5000 et 3000 ans av. J.-C.
  - Vers - 4500 à - 4000, édification des alignements mégalithiques de Carnac en Bretagne.
- VIe millénaire – Structures en bois dans l'architecture chinoise (utilisation de tenons et mortaises).
- VIIe millénaire – La ville de Çatal Hüyük en Anatolie se développe. Elle ne comporte aucune rue.
- VIIIe millénaire – Architecture de Lahuradewa dans les plaines du Gange en Inde.
- IXe millénaire – Premiers établissements de Mehrgarh en Inde subcontinentale.
- Xe millénaire – Premiers établissements sédentaires à Jarmo, Jéricho et 'Ain Ghazal au Proche-Orient.